# فرخ‌آباد (جیرفت)
فرخ‌آباد روستایی در دهستان اسماعیلی بخش اسماعیلی شهرستان جیرفت استان کرمان ایران است.

## جمعیت
بر پایه سرشماری عمومی نفوس و مسکن در سال ۱۳۹۵ جمعیت این مکان ۱۲۲ نفر (۴۰خانوار) بوده‌است.